# Veraudunus
Veraudunus é um deus céltico conhecido apenas de duas inscrições votivas encontradas em Luxemburgo. Uma destas inscrições sugere que ‘Veraudunus’ pode ter sido um epíteto do importante deus treverano Lenus Marte. Em ambas inscrições, Veraudunus é invocado junto com Inciona.[carece de fontes?]

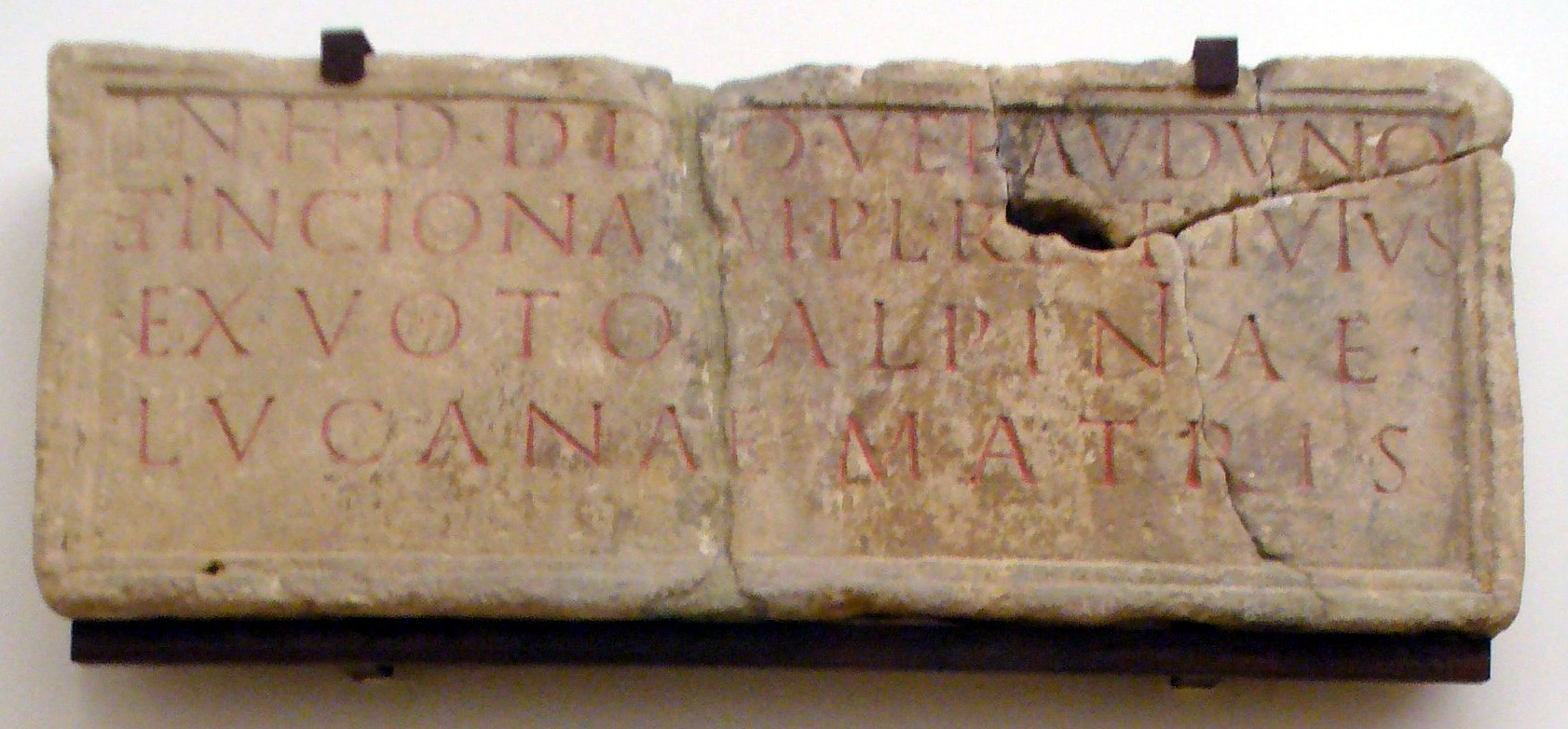
Uma inscrição votiva de Widdebierg, Luxemburgo.

Na prancha de pedra grande de Mensdorf em Widdebierg, retratada à diretira, o deus Veraudunus (DEO VERAVDVNO) e Inciona são invocados em honra da família imperial no cumprimento de um voto feito por Alpinia Lucana, mãe de Marcus Pl(autius?) Restitutus.
A segunda inscrição, uma placa votiva de bronze pequena de  Kaul em Luxemburgo, que diz:[carece de fontes?]
[LE]NO MAR[TI]
VERAVDVN(O) ET
INCION(A)E MI
[L]ITIVS PRIS
CINVS EX VOT(O)
Se as letras NO MAR puderem ser restauradas como Leno Marti, então `Veraudunus´ parece ser um epíteto de Lenus Marte, o protetor tribal dos Tréveros que habitaram o que é a atual Luxemburgo.
Do nome do próprio Widdebierg tem sido dito derivar de ‘Veraudunus’.